# Nabereschny
Nabereschny (russisch Набережный) ist ein Dorf (posjolok) in Südrussland. Es gehört zur Republik Adygeja und hat 91 Einwohner (Stand 2019). Im Ort gibt es 3 Straßen.

## Geographie
Das Dorf liegt 11 km nordöstlich des Dorfes Krasnogwardeiskoje, am linken Ufer des Flusses Kuban. Chatukai ist der nächstgelegene ländliche Ort.